# Gare d'Eden Park
La gare d'Eden Park (en anglais : Eden Park railway station), est une gare ferroviaire de la ligne de Mid-Kent (en), en zone 5 Travelcard. Elle  est située sur l'Upper Elmers End Road à Eden Park (en), sur le territoire du  borough londonien de Bromley, dans le Grand Londres.
C'est une gare Network Rail desservie par des trains Southeastern de National Rail.